# Сиявуш нашего века
«Сиявуш нашего века» (азерб. Əsrimizin Siyavuşu / عصریمیزین سیاووشو; тур. Asrımızın Siyavuşu) или «Сиявуш нашего времени» — произведение (эссе) бывшего лидера партии «Мусават» и председателя Национального Совета Азербайджанской Демократической Республики Мамед Эмина Расулзаде, посвящённое истории национального движения в Азербайджане. Написано в 1920 году в Лагиче, где после установления в Баку советской власти несколько дней скрывался Расулзаде. Впервые опубликовано в Стамбуле в 1923 году.

## История создания

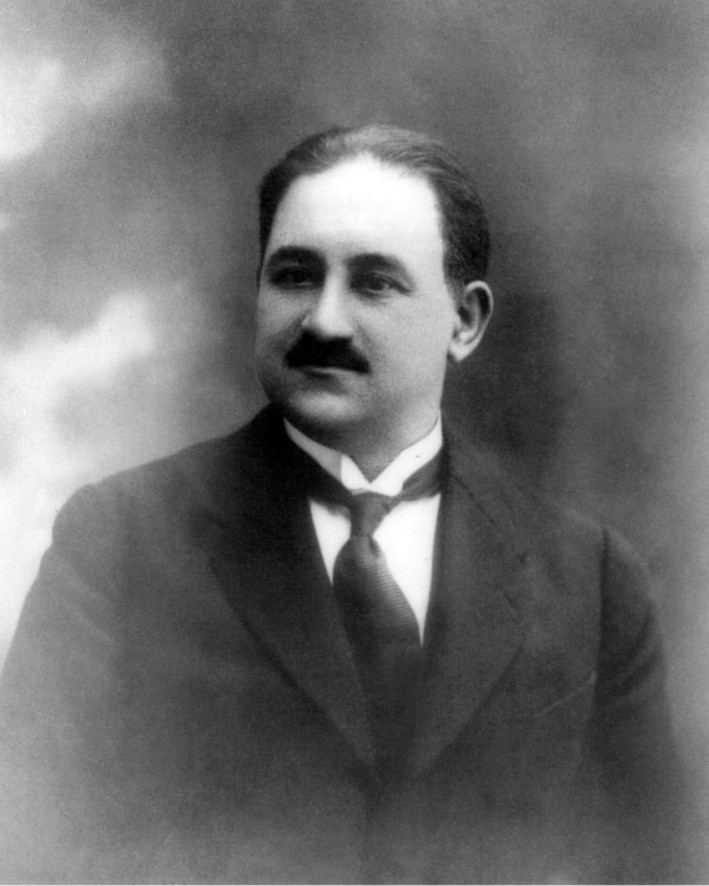
Автор произведения, Мамед Эмин Расулзаде

После того как в апреле 1920 года Баку перешёл в руки большевиков, Расулзаде пребывал в городе ещё около месяца. После он вместе с товарищем отправился в Грузию. По пути он остановился в посёлке Лагич Шемахинского уезда, в доме одного из местных жителей В доме была небольшая библиотека, в которой были книга как на персидском, так и на тюркском языках. Внимание Расулзаде привлекло «Шахнаме» Фирдоуси. С разрешения хозяина Расулзаде начал читать поэму. Больше всего Расулзаде понравился дастан про Сиявуша. Хотя он уже был знаком с этой историей, но, по собственному признанию, повторил второй раз вслух своему другу. Вдохновлённый этим произведением, Расулзаде завил:
Друг, ты услышал Сиявуша нашей истории. Сейчас я напишу для тебя Сиявуша нашей эры.
Товарищ Расулзаде был удивлён тем, что в такой обстановке, когда они каждую минуту могли быть обнаружены, Расулзаде задумал написать труд. Но, несмотря на это Расулзаде начал работу. Однако, он написал несколько страниц, как вскоре они вынуждены были сменить место. Новое место, где Расулзаде с товарищем скрывались, больше вдохновляло Расулзаде и он продолжал работу над своим произведением. Через шесть дней снова пришлось сменить место. Здесь Расулзаде завершил черновой вариант последней главы.

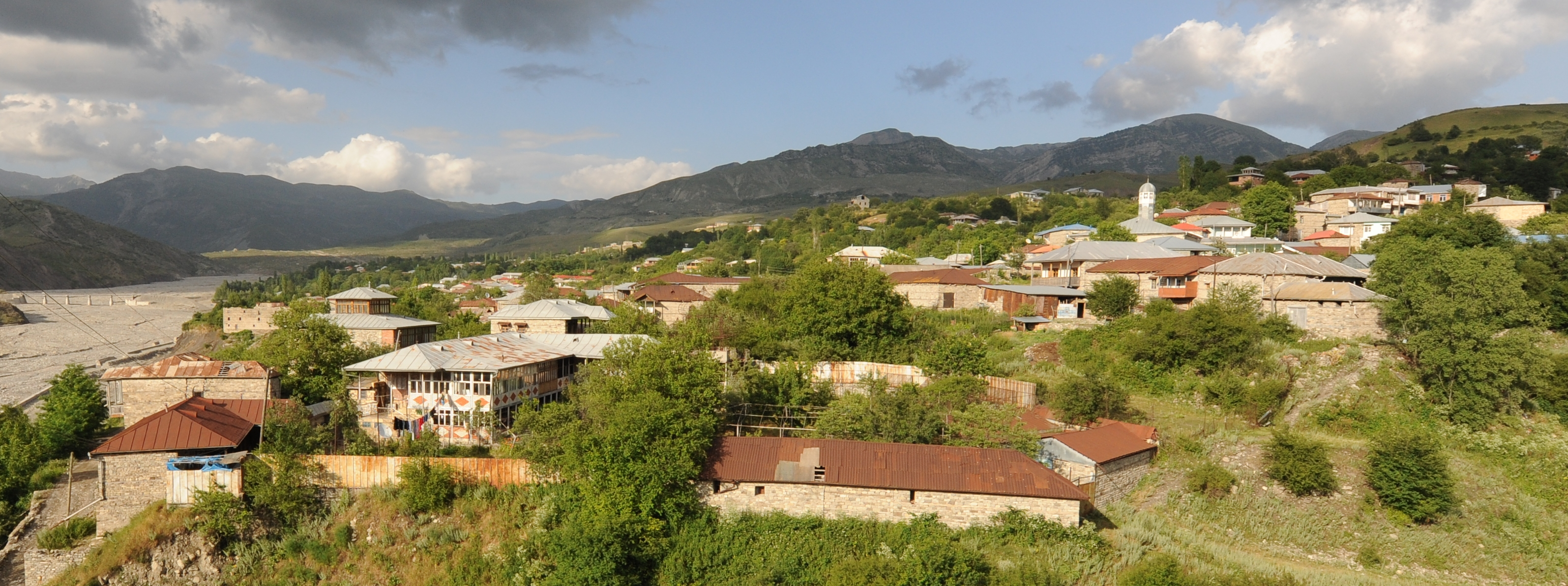
Посёлок Лагич в Азербайджане, где в 1920 году Расулзаде написал «Сиявуша нашего века»

Но Расулзаде с товарищем больше не могли оставаться в Лагиче. Некоторые жители посёлка были взяты под надзор, а над самим посёлком установлено наблюдение. Расулзаде покинул Лагич и в одном из сёл переписал произведение. Опасаясь, что он может быть схвачен, копию он оставил у крестьянина, у которого гостил, а черновик оставил у себя. Но вскоре место, где скрывался Расулзаде, было обнаружено, а сам он арестован. Перед тем как сдаться, Расулзаде уничтожил находившуюся у себя копию.
Расулзаде был доставлен в Москву. Через два года ему удалось перебраться в Финляндию, а оттуда в Стамбул. За эти два года Расулзаде не знал, сохранился ли тот экземпляр, который он когда-то дал крестьянину. У друзей Расулзаде его также не могло быть, поскольку Расулзаде предупредил крестьянина, чтобы тот никому кроме его письменного разрешения не передавал экземпляр. Наконец, в 1923 году, Расулзаде обнаружил дошедшее до Стамбула произведение. В этом же году «Сиявуш нашего века» был опубликован в Стамбуле.
Расулзаде сильно переживал за утерянный труд. Его друзья советовали ему переписать произведение. Но Расулзаде отмечал, что между произведением, написанном в 1920 году в Лагиче Али Ахмедоглу (имя под которым Расулзаде скрывался в Лагиче) и между произведением, написанном в 1923 году Мамед Эмином Расулзаде в Стамбуле, была бы большая разница, поскольку, как писал Расулзаде, «тот дух и то состояние больше не вернуть».

## Переводы и издания
«Сиявуш нашего века» впервые был опубликован в 1923 году в Стамбуле на турецком языке. В 1928 году произведение снова было издано в Стамбуле. В 1989 году «Сиявуш нашего века» был вновь издано уже в Анкаре.
В 1990 году «Сиявуш нашего века» впервые был опубликован на азербайджанском языке в Баку. С турецкого языка произведение перевёл Маис Ализаде.

## Анализ произведения
Азербайджанский историк Айдын Балаев, называя «Сиявуша нашего века» «одним из наиболее оригинальных» произведений Расулзаде, пишет, что это было первое среди целой серии произведений М. Э. Расулзаде, в которых «обобщался опыт освободительной борьбы в Азербайджане в начале XX века». Согласно Балаеву, в таких своих работах как «Сиявуш нашего времени» Мамед Эмин Расулзаде «даёт скрупулёзный анализ событиям новой и новейшей истории Азербайджана». Он, как пишет Балаев, на основе конкретных исторических фактов доказывает, что провозглашение в мае 1918 года АДР было не результатом случайного стечения обстоятельств, а «закономерным итогом процесса национального возрождения и политического пробуждения азербайджанских тюрков в ходе модернизационных процессов, охвативших азербайджанское общество в конце XIX и начале XX века».
Российский историк Виктор Шнирельман пишет, что в этой работе Расулзаде «пытался ещё раз отстоять принцип федерализма, но при этом ссылался на особенности формирования азербайджанского народа». Обращаясь за поддержкой к поэме Фирдоуси «Шахнаме», как отмечает Шнирельман, Расулзаде напоминал, что славный герой Сиявуш был сыном иранского шаха и туранской красавицы, то есть «символом слияния двух культурных миров». Для автора, по словам Шнирельмана, это служило важным аргументом в пользу федерализма, ведь, как он подчеркивал, «Сиявуш нашего времени — это народ, сочетающий в себе иранскую и туранскую культуры», а следовательно, этому народу «сама судьба определила создавать демократический Азербайджан, уважающий права человека независимо от национальности». Тем не менее Шнирельман указывает и на непоследовательность автора в произведении. В качестве примера он приводит то, что, говоря о бикультурализме азербайджанцев, Расулзаде все жё «был склонен оттенять тюркское наследие, которое оказывалось более значимым». Также, подхватывая модную в те годы концепцию, Расулзаде утверждал, что шумеры и тюрки (туранцы) находились в близком родстве, что исконное население Мидии составляли тюрки и что арийцы пришли туда позже с Востока. Расулзаде даже утверждал, что третий столбец знаменитой Бехистунской надписи был сделан на «туранском» языке. Шнирельман считает, что намерения Расулзаде раскрывались тогда, когда он прибегал к сравнительной оценке современных ему Ирана и Турции: первый он считал страной мракобесия, а во второй, согласно Шнирельману, видел символ демократии и модернизации. Исходя из всего этого Шнирельман приходит к выводу, что несмотря на все предыдущие рассуждения Расулзаде «о нечёткой идентичности азербайджанцев, которые не знали толком, являются ли они тюрками или иранцами, он категорически настаивал на их тюркском происхождении».
Азербайджанский литературовед Исмаил Велиев отмечает, что в таких трудах Расулзаде как «Сиявуш нашего века» «нашла своё глубокое выражение» идея «азербайджанства». Гамлет Исаханлы, называя произведение одним из наиболее оригинальных и романтических произведений Расулзаде, отмечал, что это произведение было началом серии работ на тему Азербайджана, азербайджанства, азербайджановедения, последующие из которых Расулзаде будет писать уже в эмиграции до конца жизни.